# Le Trésor du lac d'argent
Série
La Révolte des Indiens Apaches
(1963)
Pour plus de détails, voir Fiche technique et Distribution.
Le Trésor du lac d'argent (Titre original : Der Schatz im Silbersee) est un film franco-yougoslavo-allemand réalisé par Harald Reinl, sorti en 1962.
Il s'agit de la première adaptation d'une œuvre de Karl May.

## Synopsis
À Tulsa, petite ville de l'ouest des États-Unis, une diligence attaquée arrive. C'est là que vivait le père assassiné de Fred Engel. Le père de Fred avait avec lui une partie de la carte au trésor qui conduit au mystérieux lac d'argent et qui a été volée par les bandits du colonel Brinkley. Fred Engel part à la recherche des meurtriers. Il rencontre Sam Hawkens et Gunstick Uncle ainsi que Old Shatterhand et Winnetou qui sont déjà sur leur piste. Ils s'associent.
Winnetou entend les bandits, les épie et apprend ainsi que la deuxième moitié de la carte au trésor est dans la ferme fortifiée de Mrs. Butler qu'ils veulent attaquer. Il arrive juste à temps pour repousser la première attaque des bandits. La partie de carte au trésor est la possession de Mr Patterson, qui vit avec sa fille Ellen sur le chemin de la ferme. Juste avant d'arriver à la ferme, ils sont pris en otage par les bandits et ne seront libérés que contre la remise de la partie de carte au trésor de Fred Engel. Grâce à un tunnel d'évasion cachée, Fred Engel et Old Shatterhand libèrent Patterson et sa fille et retournent à la ferme. Furieux, les bandits commencent à assaillir la ferme. À la dernière seconde, Winnetou arrive avec la tribu des Osages et parviennent à mettre les bandits en fuite.
Sur le chemin vers le lac d'argent, Old Shatterhand, Winnetou et les Osages, plus un Anglais chercheur de papillon, Lord Castlepool, qui s'est joint à eux, se retrouvent encerclés par la tribu des Utahs qui croient qu'ils ont brûlé leur village alors que ce sont le colonel Brinkley et ses bandits. Ce dernier a réussi pendant ce temps à enlever Ellen Patterson et Fred Engel qui s'est proposé à sa place. Old Shatterhand doit se battre à mort avec Grand Loup, le chef des Utahs, pour convaincre de leur innocence. Old Shatterhand gagne, épargne Grand Loup et peut partir avec ses compagnons.
Rollender Donner, l'adjoint de Grand Loup, attaque de nouveau de son propre chef la troupe d'Old Shatterhand mais il est tué par Grand Loup. Après avoir fumé le calumet de la paix, les Indiens les accompagnent vers le lac d'argent où est déjà arrivé le colonel Brinkley, avec Ellen Patterson et Fred Engel. Les bandits ont construit un radeau, ils s'échappent sur le lac vers la grotte où se trouve le trésor. Si on ne les rattrape pas, Ellen et Fred seront tués.
Arrivés à la grotte, les bandits rencontrent Nintropan Hauey, un vieil Indien qui garde le trésor, et le battent violemment. Immédiatement après avoir vu le trésor dans un renfoncement de la grotte, ils deviennent fous de l'or, tandis que le colonel se relève de ses blessures. Lorsque Brinkley prend le trésor entre ses mains, le vieil Indien parvient à réunir ses dernières forces pour tirer sur une chaîne cachée qui précipite dans un vide sans fond Brinkley et le trésor.
Au moment où les bandits veulent se venger sur Fred, Old Shatterhand et les Indiens arrivent et les arrêtent. Lord Castlepool trouve sur l'épaule de l'un d'eux le Papilio polymnestor parinda qu'il recherchait. Avec satisfaction, les Indiens et les héros se séparent. Ils s'en vont dans le soleil couchant vers de nouvelles aventures.

## Fiche technique
- Titre : Le Trésor du lac d'argent
- Titre original : Der Schatz im Silbersee
- Réalisation : Harald Reinl, assisté de Slavko Andres et de Charles Wakefield
- Scénario : Harald G. Petersson
- Musique : Martin Böttcher
- Direction artistique : Dusan Jericevic
- Costumes : Irms Pauli
- Photographie : Ernst W. Kalinke
- Effets spéciaux : Erwin Lange
- Son : Erik Molnar
- Montage : Hermann Haller
- Production : Erwin Gitt (de), Zvonko Kovacic
- Sociétés de production : Rialto Film Preben-Philipsen, Jadran Film, Société Nouvelle de Cinématographie (SNC)
- Société de distribution : Constantin Film
- Pays d'origine :  Allemagne de l'Ouest,  Yougoslavie,  France
- Langue : allemand
- Format : Couleurs - 2,35:1 - Mono - 35 mm
- Genre : Western
- Durée : 111 minutes
- Dates de sortie :
  - Allemagne de l'Ouest : 14 décembre 1962.
  - Belgique : 30 août 1963.
  - États-Unis : 1er novembre 1965.

## Distribution
- Lex Barker (VF : Michel Gatineau) : Old Shatterhand
- Pierre Brice (VF : Michel Roux) : Winnetou
- Götz George (VF : Jean Claudio) : Fred Engel
- Herbert Lom (VF : William Sabatier) : Colonel Brinkley
- Karin Dor (VF : Michèle Montel) : Ellen Patterson
- Eddi Arent : Lord Castlepool
- Marianne Hoppe (VF : Paula Dehelly) : Mrs. Butler
- Ralf Wolter : Sam Hawkens
- Mirko Boman (de) : Gunstick Uncle
- Jan Sid (VF : Claude Péran) : Patterson
- Jozo Kovacevic : Grand Loup
- Slobodan Dimitrijević (de) : Rollender Donner
- Branko Špoljar : Doc. Jefferson Hartley
- Ilija Ivezić (de) : Hilton
- Vladimir Medar (de) : Hôte du saloon
- Sime Jagarinec : Chef des Osages

## Historique
L'initiateur du film est le producteur Horst Wendlandt. Il convainc Preben Philipsen, qui appartient à Rialto Film, et Waldfried Barthel (de), de Constantin Film, des perspectives prometteuses de la production à grande échelle proposée en raison de la popularité contemporaine de romans de Karl May. Ils s'associent avec la société yougoslave Jadran Film qui a déjà produit des péplums, des westerns et d'autres films d'époque.
Wendlandt propose d'abord comme réalisateur Alfred Vohrer mais Barthel préfère Harald Reinl qui est plus expérimenté dans le cinéma de montagne. Pour jouer Old Shatterhand, Lex Barker est choisi tout de suite tandis que pour Winnetou, on hésite davantage. Le contrat préliminaire avec Guy Williams est rompu après que Wendlandt ait rencontré à Berlin en 1962 Pierre Brice.
Les costumes pour Old Shatterhand et Winnetou sont conçus par la costumière Irms Pauli. Pour donner une apparence frappante à Winnetou, elle utilise de la broderie perlée. Elle s'inspire du film The Deerslayer (de), sorti en 1957 pour se distinguer.

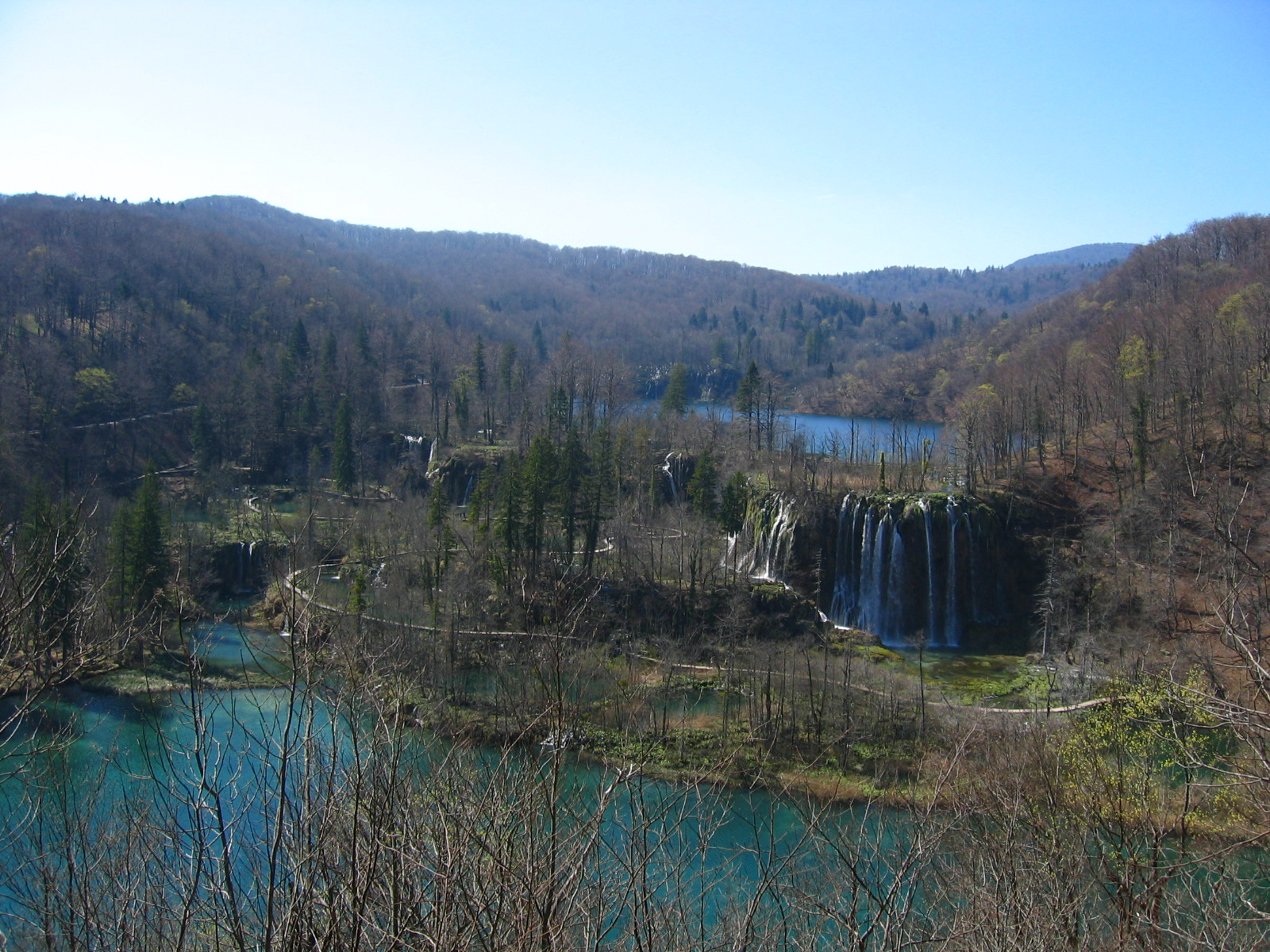
La grande chute d'eau du lac Galovac

Le 6 août 1962, le tournage commence, la presse n'en est informée que vers le 17 août. Les plans extérieurs au "lac d'argent" sont tournés dans le parc national des lacs de Plitvice. Le "lac d'argent" est le lac Kaluđerovac. La grotte du trésor est une petite grotte naturelle, les plans à l'intérieur ont été faits en studio. La scène finale dramatique, où Fred faillit être pendu, est la grande chute d'eau du lac Galovac. Le parc national de Paklenica sert d'entrée à la ville de Tulsa. Les Indiens sont représentés par des habitants de Plitvička Jezera. Le tournage se finit le 1er octobre 1962. La production coûtera 3,5 millions de Deutsche Marks.
La première du film le 12 décembre 1962 à Stuttgart se fait devant un public enthousiaste. Finalement, le film rapportera 6,4 millions de DM.

## Autour du film
- Au début du film, Old Shatterhand porte une barbe qu'il rase ensuite et ne porte pas de chapeau. Ainsi, la représentation de l'homme occidental diffère de ceux de films américains de l'Ouest afin de plaire davantage aux enfants.
- Le film et le livre ont peu de points communs. Ainsi Fred Engel et Ellen Patterson sont les enfants dans le livre et adultes dans le film.
- Pierre Brice n'était pas convaincu de son rôle. Il avait peu de dialogues avec les Indiens et persuade le réalisateur de lui en accorder davantage, ce qu'il lui refuse. Reinl lui demande surtout de se tenir fier et de garder le silence pour donner plus de prestance au personnage.
- Lex Barker a obtenu pour son rôle un montant de 120 000 DM, Herbert Lom, 78 000, et Pierre Brice, alors un acteur largement inconnu à l'époque, 42 000.
- Durant le tournage, entre 2 500 et 3 000 chevaux ont été utilisés.

## Récompenses et distinctions
- Goldene Leinwand : cette récompense est remise à des films ayant réalisé plus de 3 000 000 d'entrées.
- Le Trésor du lac d'argent est le premier film à l'obtenir.

## Source de traduction
- (de) Cet article est partiellement ou en totalité issu de l’article de Wikipédia en allemand intitulé « Der Schatz im Silbersee (Film) » (voir la liste des auteurs).